# Xulhaz Mannan
Xulhaz Mannan (bengalisch জুলহাজ মান্নান; * 1976 laut seinem bangladeschischen Pass und seiner Facebook-Seite, gemäß anderen Quellen 1980 oder 1981; † 25. April 2016 in Dhaka) war ein Mitarbeiter der USAID sowie LGBT-Aktivist aus Bangladesch. Mannan wurde durch islamistische Extremisten ermordet.

## Leben
Xulhaz Mannan studierte Internationale Beziehungen und erhielt hierfür im Jahr 2000 einen Bachelor für Sozialwissenschaften. 2003 schloss er sein Masterstudium in Friedens- und Konfliktforschung an der Universität Dhaka ab. Mannan arbeitete acht Jahre lang für die US-Botschaft in Bangladesch und seit September 2015 für die USAID. Er war der Gründer der ersten und einzigen LGBT-Zeitschrift in Bangladesch, Roopbaan.
Mannan war mitverantwortlich für die Rainbow-Rally, die im April 2014 am bengalischen Neujahrstag in Dhaka erstmals abgehalten wurde. Die Gay-Pride-Parade, die 2016 wenige Tage vor seinem Tod stattfinden sollte, musste aufgrund von Drohungen abgesagt werden.

## Ermordung
Mannan wurde zusammen mit einem Freund, Mahbub Tonoy, der ebenfalls LGBT-Aktivist war, am 25. April 2016 in Mannans Wohnung im Stadtteil Kalabagan in Dhaka mit Macheten attackiert und getötet. Die Täter waren als Paketkuriere getarnt und riefen laut Augenzeugen „Allahu Akbar“, als sie die Wohnung nach der Tat verließen. Al-Qaida bekannte sich zu der Tat.
Die amerikanische Botschafterin in Bangladesch, Marcia Bernicat, nannte den Mord einen „sinnlosen Gewaltakt“ und forderte im Namen der US-Regierung die Regierung Bangladeschs „mit größtem Nachdruck“ („in the strongest terms“) auf, alle Anstrengungen zu unternehmen, um die Täter dingfest zu machen. Mannans Tod reiht sich ein in eine Serie von Morden an säkularen politischen Aktivisten in Bangladesch in den vergangenen Jahren.
Am 5. August 2016 teilten die bangladeschischen Polizeibehörden mit, dass konkret fünf Verdächtige als Mordbeteiligte ausgemacht worden seien. Nach diesen Personen werde gefahndet.